# S3V
S3V（ロシア語: С3В）は、ロシアのKTRV社が開発した航空機発射型誘導爆雷。メーカー名称のザゴン（ロシア語: Загон、Zagon。家畜の囲いを意味する）としても知られる。

## 性能
水上から、水深600mまでの潜水艦を対象とし、運用環境は水深150m以上、海象6以下とされている。運用は、Tu-142/Il-38哨戒機、Ka-28対潜ヘリコプター等により行われる。Su-30、Su-57 よる運用も可能とされている。
S3Vは推進器は備えないが、パラシュートで投下され着水すると、パラシュートを切り離して自重で沈降して搭載されたソナーで標的へ誘導される。水深200mでは、通常の爆雷に対して1.2 - 1.5倍、600mでは4 - 8倍の命中率を有するとされている。
KTRVでは、通常の爆雷よりコストパフォーマンスが高く、メンテナンスフリーであるとしている。

## 型式
ザゴン-1
制式化された爆雷。
ザゴン-2
開発中の改良型。

## 諸元
以下の値はザゴン-1のものである。
- 沈降速度 16.2m /秒
- 最大降下角度 60°
- 最大捕捉半径 120m
- 炸薬重量 19kg
- 全長 1.3 m
- 直径 0.21m
- 総重量 94kg

## 採用国
- ロシア海軍
- 中国人民解放軍海軍